# Sint Eustatius
Sint Eustatius (Sant'Eustachio, detta anche Saint Eustace o Statia) è un'isola che costituisce una municipalità speciale dei Paesi Bassi (in olandese: bijzondere gemeente), situata nel Mar dei Caraibi. È situata a est delle Isole Vergini. L'isola prende il nome da Sant'Eustachio. Assieme a Bonaire e Saba fa parte delle Isole BES (o Paesi Bassi caraibici).
Sint Eustatius ha una superficie di 21 km² e, stando a stime del 2019, avrebbe una popolazione di 3 137 abitanti. Nel 2004, la popolazione era stimata essere pari a 2 498 abitanti.

## Storia
L'isola fu avvistata da Cristoforo Colombo nel 1493. Dopo lunghe contese, nel 1636 venne colonizzata dalla camera di Zelanda della Compagnia Olandese delle Indie Occidentali. Insieme alle due isole di Sint Maarten e Saba, nel 1678 Sint Eustatius finì sotto il diretto controllo della Compagnia. Nel 1678 Sint Eustatius divenne sede di un governatore, che controllava anche le due isole vicine. Al tempo, l'isola era un importante centro di coltivazione dello zucchero. Agli inizi del XVIII secolo Sint Eustatius ospitò uno dei primi insediamenti ebraici nel Nuovo Mondo. Ancora oggi si possono ammirare le rovine della sinagoga Honen Dalim, costruita nel 1739.
Nel XVIII secolo l'isola divenne famosa come Golden Rock (cioè "pietra dorata") proprio grazie alla sua prospera economia che ignorava gli embarghi commerciali che le grandi potenze coloniali imponevano danneggiandosi a vicenda.
Dal momento che Sint Eustatius vendeva armi e munizioni a chiunque fosse disposto a pagare, l'isola fu uno dei pochi appoggi utilizzati per i rifornimenti bellici dalle Tredici colonie americane durante la Rivoluzione americana. Le buone relazioni esistenti tra gli Stati Uniti e Sint Eustatius emersero chiaramente con il cosiddetto "incidente della bandiera", quando il Governatore e Comandante dell'isola Johannes de Graeff decise di rispondere al fuoco di salve della nave statunitense Andrew Doria (16 novembre 1776). Gli Stati Uniti conferirono grande importanza all'episodio che, di fatto, significava il riconoscimento dell'indipendenza degli Stati Uniti.
Gli inglesi diedero grande importanza all'episodio, lamentando il continuo commercio tra l'isola e le colonie ribelli. Nel 1778 Lord Stormont dichiarò, di fronte al Parlamento inglese, che "se Sint Eustatius fosse stata affondata nel mare tre anni prima, il Regno Unito avrebbe già sistemato George Washington". Proprio questo commercio dell'isola con i ribelli americani fu una delle principali cause dello scoppio della quarta guerra anglo-olandese, che fu disastrosa per i commerci dell'Olanda.

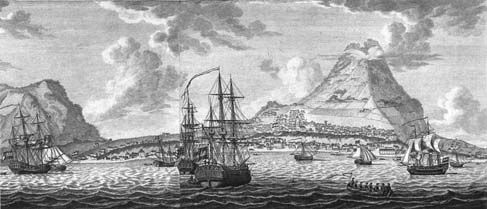
Il porto di Sint Eustatius

Proprio in seguito a questo conflitto, gli inglesi occuparono Sint Eustatius il 3 febbraio 1781. Il comandante de Graeff, pur non essendo ancora stato informato dello scoppio della guerra, conscio della superiorità militare del nemico, decise di arrendersi all'ammiraglio inglese Rodney. Dieci mesi più tardi Sint Eustatius fu conquistata dalla Francia, alleata dell'Olanda durante il conflitto: fu così che gli olandesi ritornarono in possesso dell'isola nel 1784.
Durante il periodo di massima prosperità economica, l'isola raggiunse forse una popolazione di ben 20 000 abitanti. Con un lento declino, Sint Eustatius vide poi drasticamente diminuire il numero dei suoi abitanti, mentre altre isole appartenenti alle Antille olandesi (soprattutto Curaçao e Sint Maarten) la superavano per importanza.

## Geografia fisica
L'isola di Sint Estatius ha una forma che ricorda una sella. Ospita, nella sezione sudorientale, il Mount Mazinga (o The Quill), un vulcano dormiente alto 602 metri e, in quella nordoccidentale, due montagne più modeste: Signal Hill/Little Mountain e Boven Mountain. Il Quill Crater sul Monte Mazinga è meta turistica. Il grosso della popolazione vive nell'avvallamento che separa le due aree citate. L'ultima eruzione del Quill risale approssimativamente al 250 d.C.

## Società

### Evoluzione demografica
Sebbene l'olandese sia la lingua ufficiale dell'isola, l'inglese risulta attualmente la lingua più utilizzata dagli abitanti. Dal punto di vista religioso, la popolazione è così ripartita:
- 27% metodisti
- 25% cattolici
- 21% avventisti
- 8% atei
- 19% altro